# Vladimir Sergejevič Ignatovski
Vladimir Sergejevič Ignatovski (rusko Влади́мир Серге́евич Игнато́вский), ruski matematik in fizik, 20. marec (8. marec, ruski koledar) 1875, Tbilisi, Ruski imperij (sedaj Gruzija), † 13. januar 1942, Leningrad, Sovjetska zveza (sedaj Sankt Peterburg, Rusija).

## Življenje in delo
Ignatovski je diplomiral leta 1906 v Sankt Peterburgu. Med letoma 1906 in 1908 je nadaljeval s študijem na Univerzi v Giessnu, kjer je doktoriral leta 1909. Od leta 1911 do 1914 je poučeval na višji tehniški šoli v Berlinu. Nato je delal na več ustanovah v Sovjetski zvezi. Postal je dopisni član Sovjetske akademije znanosti. Z ženo sta imela dva otroka.
Solženicin je v svoji knjigi Arhipelag Gulag navedel da so Ignatovskega 8. januarja v obleganem Leningradu sovjetske oblasti zaprle in ga obsodile nesmiselnih obtožb. Trdili so da je Ignatovski leta 1909 postal član nemške tajne službe, ne da bi vohunil za naslednjo vojno (1. svetovna vojna), ampak za »vojno po naslednji vojni« (2. svetovna vojna). V lenigrajskem zaporu so ga skupaj z ženo usmrtili s streljanjem. Rehabilitiran je bil posmrtno 28. maja 1955.
Napisal je več člankov o posebni teoriji relativnosti. Leta 1910 je prvi poskušal izpeljati Lorentzeve transformacije s pomočjo teorije grup in brez načela o nespremenljivosti hitrosti svetlobe. Po Pauliju in Millerju ni uspel opredeliti invariantno hitrost v transformaciji s hitrostjo svetlobe in sta trdila, da sta za izpeljavo Lorentzevih transformacij potrebni obe načeli posebne teorije relativnosti, načelo relativnosti in načelo invariantnosti hitrosti svetlobe. Vendar so drugi poskušali izpeljati posebno teorijo relativnosti brez načela o invariantnosti hitrosti svetlobe. Ignatovski je raziskal tudi obnašanje togih teles v smislu posebne teorije relativnosti in napačno zaključil da so hitrosti večje od svetlobne možne. Zamisel o togem telesu znotraj PTR so kasneje zavrnili.
Znan je tudi po svojem delu s področja matematične fizike, optike, teorije uklona. Ustanovil je oddelek za optomehaniko. Tekoče je obvladal nemško.